# Kristi församlingar
Kristi församlingar (engelska: Churches of Christ) är en gemenskap av självständiga kristna församlingar med omkring 5 miljoner medlemmar i över 40 000 lokala församlingar, jorden runt.

## Historia
Churches of Christ har sina rötter i Stone-Campbells reformationsrörelse som växte fram i USA i slutet av 1700-talet och början av 1800-talet. Predikanter som Walter Scott, Barton W. Stone, Thomas Campbell och dennes son Alexander Campbell sökte oberoende av varandra återupprätta församlingar efter nytestamentlig förebild, sedan man kommit fram till att olika lärosatser och göranden i deras respektive kyrkotraditioner saknade biblisk grund.